# Dacre (Nouvelle-Zélande)
Pour les articles homonymes, voir Dacre.
Dacre est le nom d’une petite localité située tout au sud de l’Île du Sud de la Nouvelle-Zélande.

## Situation
Elle est localisée dans la plaine du Southland (en) entre la ville d’Invercargill et celle d’Edendale sur le trajet de la route State Highway 1.

## Accès
Dans la ville de Dacre, la SH 1 rencontre la State Highway 98 (en) (nommée à ce niveau Lorneville - Dacre Road), qui court vers l’ouest à partir de la ville de Makarewa via Rakahouka. Les villages des environs comprennent la petite ville de Mabel Bush vers le nord-ouest et celle de Woodlands vers le sud-est. Dacre est située à 25 km au nord-est de la ville d’Invercargill, qui est la ville importante la plus proche.
La ligne de chemin de fer de la ligne principale du Sud (en) passe juste au sud de Dacre.

## Activité économique
La ville abrite une communauté agricole laitière qui possède un bâtiment communautaire et un garage pour de petits engins.

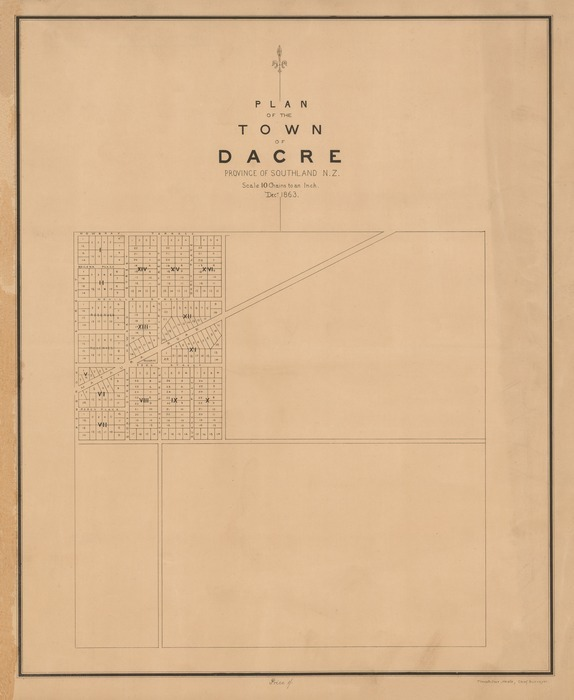
Plan de la ville de Dacre, dans la province du Southland, N.Z. de Theophilus Heale, géomètre en chef

## Histoire
La ville fut survolée pour la première fois en décembre 1863 par Theophilus Heale qui fut le géomètre en chef de la région.

## Toponymie
On ne sait pas d'où vient le nom de « Dacre », simplement noté ainsi dans un article du Mataura Ensign de 1912, qui dit que :
« [Dacre] avait une apparence étrangère mais dont l'auteur ne peut pas dire en quoi. (L'ancien nom de la localité était Halfway Bush, ainsi dénommée par Mr W. H. S. Roberts parce qu'elle était à mi chemin entre sa demeure et Titipua - probablement une variation d'écriture pour la ville de Te Tipua - et la demeure de Mr McClymont) ».

## Éducation
La ville de Dacre a une école primaire située dans un bâtiment qui était à l’origine un hôtel. Toutefois, l’école fut fermée après 108 ans de fonctionnement du fait du nombre décroissant d'élèves dont l'effectif était d’à peine 5 élèves à la fin de l’année 2008. Quand l’école célébra son centenaire en 1999, il y avait encore deux enseignants.